# 사용역
언어학에서 사용역(使用域)은 계층이나 연령, 지역, 문체 등에 따라 달리 나타나는 언어변이형의 하나이다. 일반어에 대해 전문어나 유아어, 지역 방언과 계층 방언, 속어 등이 이에 속한다. 영어를 그대로 사용해 레지스터(register)라고도 하고, '언어역'이라고도 하며, 또 물리학의 용어를 전용해 '위상'이라고도 부른다. '장르'(genre)로 불리기도 한다.
예를 들면, 한국인은 상대의 연령이나 입장, 상황에 의해서 언어의 사용 방법을 바꾸는데, 이것이 사용역이다. 또, 성인 남성이라면, 상사에게 '저'라고 해, 동료에게는 '나', 자신의 아이에게는 '아빠' '아버지', 작은 아이에게는 '아저씨'라고 자칭해, 말의 사용법도 그에 맞춘 것을 이야기한다. 직장에서 이야기할 때와 가정에서 이야기할 때와 술집에서 이야기할 때와 비밀 이야기를 할 때 등에도 어역이 다르다. 또, 구어와 문어도 사용역이 다르다.
일본어에는 '역할어' (킨스이 사토시의 용어)가 있어, 실제로 사용되고 있을 지 어떨 지와는 별개로, 예를 들면 '〜のう (~구먼)'는 노인의 역할을 나타내, 'かたじけない (황공하다)'는 무사나 검사의 역할을 나타내, 'ほほほ (호호호)'는 여성의 웃음소리로서의 역할을 이룬다.
은어 (특수 용어라고도 집단말이라고도 불린다)와 다른 것은 은어가 사용되는 집단이 거의 한정되고 있음에 비해, 사용역은 특정의 속성을 가지는 사람들에 의해서 사용된다.

## 같이 보기
- 위상 (언어학)
- 기호 (암호)
- 슬랭 (특수 용어), 속어, 업계 용어
- 전문 용어, 학술 용어 (술어), 용어
- 경어, 경칭
- 신어, 사어, 유행어
- 구어, 문어
- 표준어, 국어, 공용어, 방언
- 링구아 프랑카 (통상어), 공통어